# اير ليجر
اير ليجر (بالإنجليزية: Air Leisure)‏ هي شركة طيران عارض مصرية، مقرها في القاهرة في ميناء القاهرة الجوي. وهي تربط العديد من المدن الآسيوية، وخاصة في الصين، مع وجهات سياحية مصرية.

## التاريخ
في عام 2013، تم الاستحواذ على شركة ممفيس للطيران، وهي شركة طيران عارض مصرية وبدأت عمليات جديدة تحت اسم اير ليجر، وتقوم بتشغيل رحلات طيران مستأجرة إلى وجهات في شمال وشمال شرق أفريقيا والشرق الأوسط وأوروبا باستخدام طائرات إم دي-830 نقلت من ممفيس للطيران.
في ديسمبر 2014، استحوذت الخطوط الجوية على أول طائرة من طراز إيرباص إيه 340-200، والتي كانت تعمل في السابق من قبل شركة مصر للطيران. وقد أدى ذلك إلى أن تكون شركة الطيران هي المشغل الوحيد لطائرة إيرباص إيه 340-200 في العالم حتى عام 2017 عندما قامت شركة الطيران بإخراج الطائرات من الخدمة لصالح طائرات إيرباص إيه 330-200. الأصغر حجماً والأكثر فاعلية في استهلاك الوقود.
في فبراير 2016، أُعلن أن شركة الطيران قد وقعت خطاب نوايا مع شركة سوخوي للطيران المدني لشراء أربع طائرات من طراز سوخوي سوبرجت 100 مع خيار لشراء ست طائرات أخرى.
في ديسمبر 2016، تم الإعلان عن أن شركة الطيران قد استحوذت على 3 طائرات مستعملة من طراز إيرباص إيه 330 التي كانت تشغلها طيران الإمارات سابقاً. تستخدم هذه الطائرات لتحل محل أسطول إيرباص إيه 340-200. وصلت أول طائرة إلى القاهرة في 27 ديسمبر 2016.

## الوجهات
اعتبارًا من يناير 2018، كانت اير ليجر تخدم الوجهات التالية:
الصين
- بكين - مطار بكين العاصمة الدولي
- شانغهاي - مطار شانغهاي بودنغ الدولي
- شيان - مطار شيان شيانيانغ الدولي

مصر
- أسوان - مطار أسوان الدولي
- القاهرة - ميناء القاهرة الجوي

## أسطول

### الأسطول الحالي

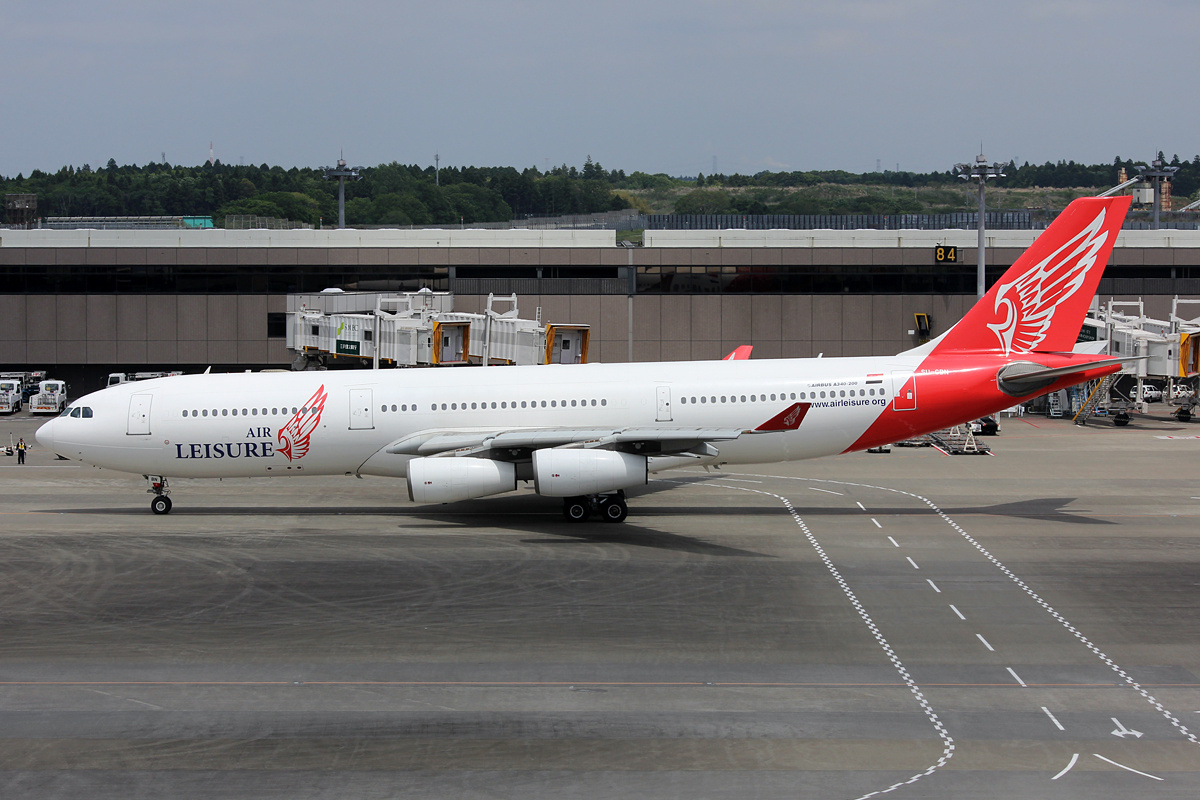
طائرة اير ليجر سابقة من طراز إيرباص إيه 340-200

اعتبارًا من أغسطس 2017، كان أسطول اير ليجر يتكون من الطائرات التالية:
| الطائرات         | في الخدمة | أوامر | ركاب | ركاب | ركاب | ركاب    | ملاحظات |  |
| الطائرات         | في الخدمة | أوامر | F    | C    | Y    | المجموع | ملاحظات |  |
| ---------------- | --------- | ----- | ---- | ---- | ---- | ------- | ------- |  |
| إيرباص إيه 330   | 3         | —     | 12   | 42   | 183  | 237     |         |  |
| سوخوي سوبرجت 100 | —         | 4     | TBA  | TBA  | TBA  | TBA     |         |  |
| مجموع            | 3         | 4     |      |      |      |         |         |  |

### الاسطول السابق
قامت الشركة سابقا بتشغيل الطائرة التالية:
- إيرباص إيه 340[5]
- ماكدونل دوغلاس إم دي-80

## روابط خارجية
- الموقع الرسمي